# Gare de Dudelange-Burange
La gare de Dudelange-Burange est une gare ferroviaire luxembourgeoise de la ligne 6b, de Bettembourg à Volmerange-les-Mines, située route de Burange, à Burange, quartier de la ville Dudelange dans le canton d'Esch-sur-Alzette.
Elle est mise en service en 1999 par la Société nationale des chemins de fer luxembourgeois (CFL), c'est une halte voyageurs desservie par des trains Regional-Express (RE) et Regionalbunn (RB).

## Situation ferroviaire
Établie à 286 mètres d'altitude, la gare de Dudelange-Burange est située au point kilométrique (PK) 3,000 de la ligne 6b, de Bettembourg à Dudelange-Usines (Volmerange-les-Mines), entre les gares de Bettembourg et de Dudelange-Ville.

## Histoire
Le nouvel arrêt de Dudelange-Centre est mis en service le 30 mai 1999 par la Société nationale des chemins de fer luxembourgeois, sur la ligne 6b, Bettembourg – Dudelange-Usines.

## Service des voyageurs

### Accueil
Halte CFL,  c'est un point d'arrêt non géré qui dispose d'un quai avec abri et d'un automate pour l'achat de titres de transport.

### Desserte
Dudelange-Burange est desservie par des trains Regionalbunn (RB) de la relation Bettembourg - Volmerange-les-Mines,.

### Intermodalité
Un parc pour les vélos (6 places) et un parking pour les véhicules (18 places) y sont aménagés.
La gare n'est pas desservie directement par les bus, mais plusieurs arrêts sont situés à proximité :
- Dudelange, Birenger Barrière, est situé à environ 100 m de marche par la voie publique et est desservi par des lignes scolaires du Régime général des transports routiers et par les navettes de substitution routière des CFL ;
- Dudelange, Dennewald, est situé à environ 220 m de marche par la voie publique et est desservi par la ligne 9 du transport intercommunal de personnes dans le canton d'Esch-sur-Alzette ;
- Dudelange, Rue Ribeschpont, est situé à environ 250 m de marche par la voie publique et est desservi par la ligne 8 du transport intercommunal de personnes dans le canton d'Esch-sur-Alzette et par les lignes 631 et 633 du Régime général des transports routiers.